# 대한민국 헌법 제99조
대한민국 헌법 제99조는 대한민국 헌법의 조항이다.

## 조항
감사원은 세입,세출의 결산을 매년 검사하여 대통령과 차년도국회에 그 결과를 보고하여야 한다.